# Brian Job
Brian Job (Warren, Ohio, 29 de noviembre de 1951-Palo Alto, 14 de agosto de 2019) fue un nadador estadounidense especializado en pruebas de estilo braza, donde consiguió ser medallista de bronce olímpico en 1968 en los 200 metros.

## Carrera deportiva
En los Juegos Olímpicos de México 1968 ganó la medalla de bronce en los 200 metros estilo braza, con un tiempo de 2:29.9 segundos, tras el mexicano Felipe Muñoz y el soviético Vladimir Kosinsky.
Y en los Juegos Panamericanos de 1971 celebrados en Cali, Colombia, ganó oro relevos 4x100 metros estilos, plata en 100 metros braza y bronce en 200 metros braza.